# ヘレナ・ヤネチェック
ヘレナ・ヤネチェク（Helena Janeczek, 1964年 - ）は、ドイツのミュンヘンで生まれるイタリアの作家。

## 人物・作品
ポーランド出身ユダヤ人を両親に持ち、1983年にイタリアに移住、のちにイタリア国籍を取得。
1989年、ドイツ語で詩集『戸外へ』を発表。モンダドーリ社の外国文学編集者、ジャーナリストとして働く。1997年、イタリア語で発表した最初の小説『▼暗闇の朗読［ルソン・ド・テネブル］』（アウシュビッツ体験者の母親と共に強制収容所を訪れた旅行記）で、《バグッタ新人賞》を受賞する。次いで、『食べ物』（2002年）、第二次世界大戦のイタリア戦線における連合軍部隊を描いた歴史小説『モンテ・カッシーノの燕』（2010年、《ナポリ賞》受賞）、狂牛病を扱ったルポタージュ『ブラッディ・カウ』（2012年）を経て、2017年に女性写真家ゲルダ・タロー（1910年～1937年）の生涯を描いた小説『ライカを持った少女』が《ストレーガ賞》および《バグッタ賞》を受賞すると同時に、《カンピエッロ賞》の最終候補となる。1947年から続く《ストレーガ賞》の歴史のなかで、初のイタリア語非ネイティブの受賞者ということもあり、注目を浴びた。
短編「恋するトリエステ」は、アンソロジー「どこか、安心できる場所で　新しいイタリアの文学」（国書刊行会, 2019年10月刊）に所収されている。